# Código Eleitoral Brasileiro

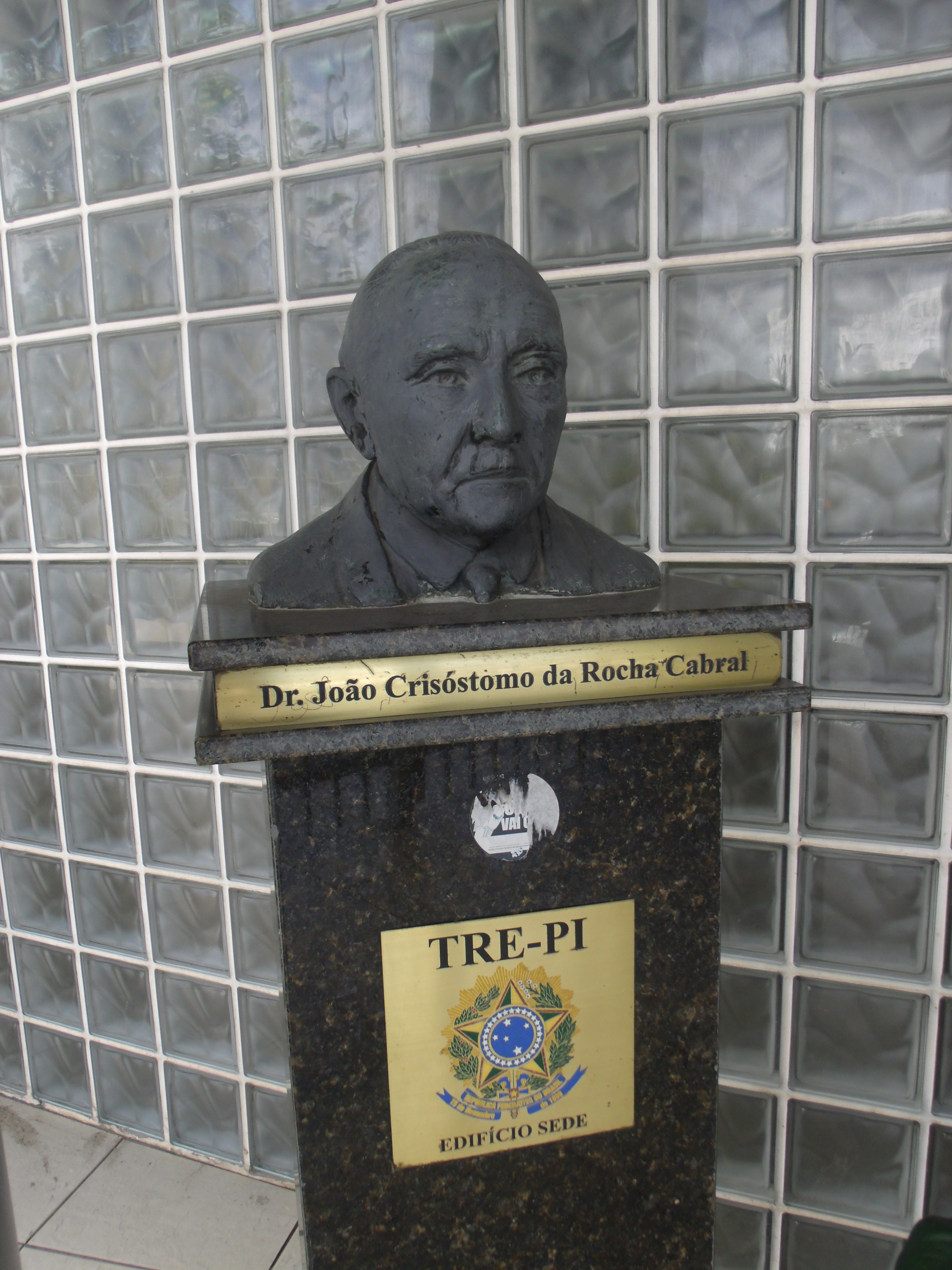
João Crisóstomo da Rocha Cabral, um dos juristas participantes da redação do primeiro código eleitoral.

A Revolução de 1930, com suas bandeiras de combate à fraude e à corrupção eleitorais, foi responsável pela codificação eleitoral no país. Desde então, foram editados cinco Códigos Eleitorais.

## Histórico

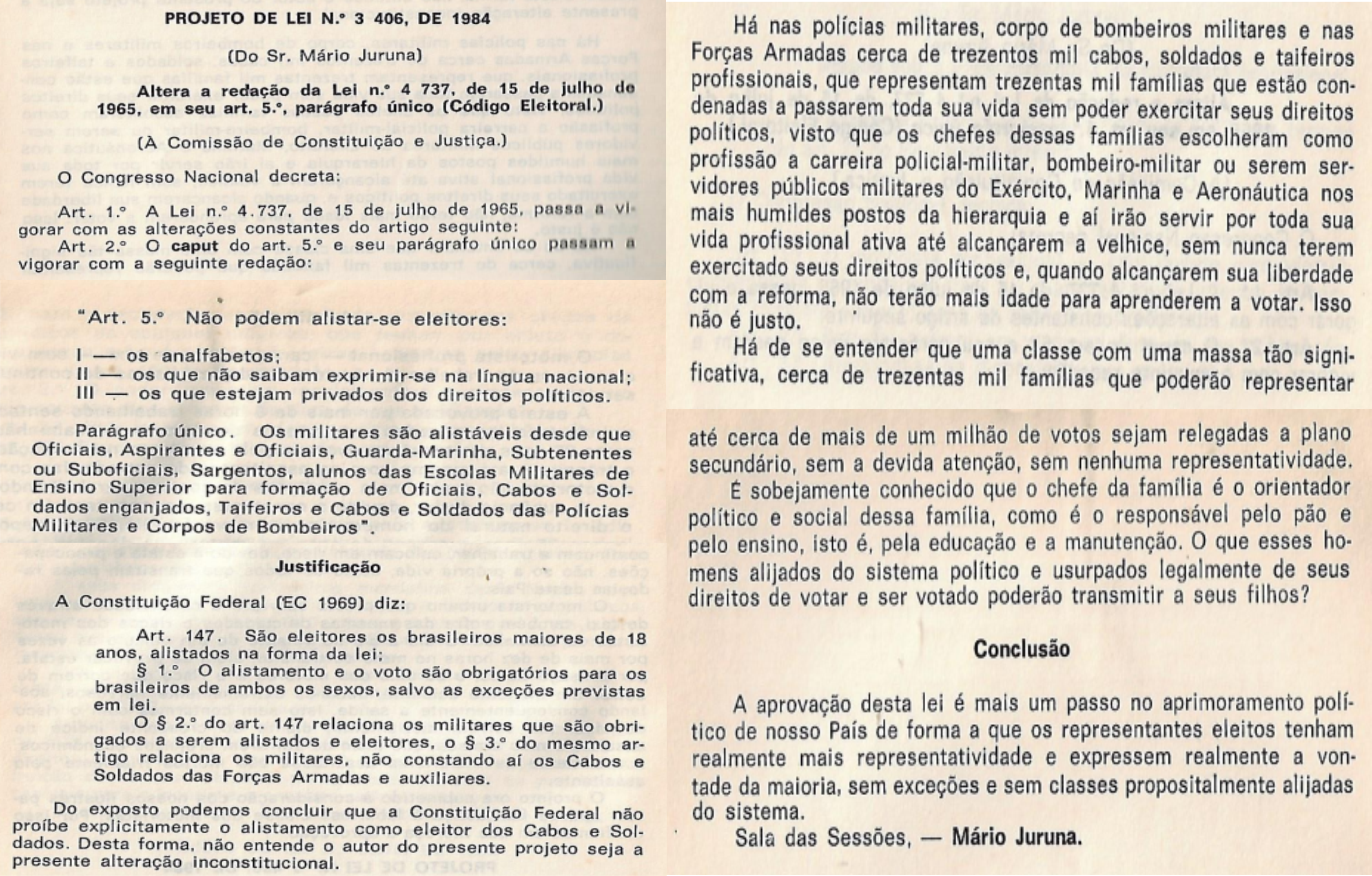
Projeto de lei do então deputado Mário Juruna, em 1984, propondo altercações no Código Eleitoral para que militares de patentes iniciais pudessem votar.

Anteriormente ao primeiro Código, Rui Barbosa redigiu a Lei Saraiva, que garantia o voto direto e secreto para todos os cargos efetivos do Império, permitiu que os não-católicos pudessem se eleger e alistar, desde que possuíssem renda não inferior a duzentos mil-réis, proibiu o voto aos analfabetos e incluiu ex-escravos e imigrantes de outras nações.
- 1° Código Eleitoral[2] - Decreto nº 21.076, de 24 de fevereiro de 1932, obra conjunta de Assis Brasil, João Crisóstomo da Rocha Cabral e Mário Pinto Leiva, que, em relação à Lei Saraiva, criou a Justiça Eleitoral no âmbito da magistratura nacional. Em sua vigência instalou-se, em 20 de maio de 1932, o Tribunal Superior Eleitoral, sob a presidência do ministro Hermenegildo Rodrigues de Barros. Este Código adotou o sistema de representação proporcional, o voto direto, obrigatório, secreto e o sufrágio universal.
- 2° Código Eleitoral[3] - Lei nº 48, de 4 de maio de 1935. O alistamento e o voto feminino era obrigatório para as mulheres que exercessem atividade remunerada. Este Código trouxe, pela primeira vez, ampla regulamentação das atribuições do Ministério Público no processo eleitoral.
- 3° Código Eleitoral[4] - Decreto-Lei nº 7.586, de 28 de maio de 1945, calcado em anteprojeto elaborado por Vicente Piragibe, Lafayette de Andrade, Haneman Guimarães e José de Miranda Valverde. Conhecido como Lei Agamenon Magalhães, antecedeu a Constituição de 1946.
 Joel José Cândido não o considera um verdadeiro Código Eleitoral, pois "esse decreto-lei de código não se tratava, e nem de código foi chamado pelo legislador."[carece de fontes?]
- 4° Código Eleitoral[5] - Lei nº 1.164, de 24 de julho de 1950. Editado já sob vigor da Constituição de 1946, trouxe, como inovação em relação às codificações anteriores, capítulo sobre a propaganda partidária, garantindo seu livre exercício. Extinguiu o capítulo destinado ao Ministério Público Eleitoral, tratado de forma ocasional e assistemática.

- 5° Código Eleitoral[6] - Lei nº 4.737, de 15 de julho de 1965. Concebido durante o regime militar, o quinto Código Eleitoral brasileiro ainda vigora em alguns de seus institutos.[parcial?][carece de fontes?] Sofreu, todavia, várias modificações e, hoje, difere bastante de sua forma inicial.